# LVC
Het LVC was een poppodium aan de Breestraat in de Nederlandse stad Leiden, dat van 1969 tot 2013 werd  gebruikt voor concerten en dansavonden.

## Geschiedenis
In 1969 werd in een oud herenhuis aan de Breestraat in het centrum van Leiden voor de groeiende popscene het 'Kreatief Sentrum' gestart. Het 'Kreatief', zoals het in de volksmond genoemd werd, bleek echter niet financieel stabiel te zijn en in 1975 werd de stichting failliet verklaard. Uit dit faillissement werd het LVC geboren.
Waar het Kreatief Sentrum zich enkel richtte op concerten en vermaak, bood het LVC, dat een afkorting is van Leids Vrijetijds Centrum, naast concerten ook workshops, cursussen en muzieklessen. Naast een concertzaal en cursusruimtes had het gebouw ook een filmzaal, waar ongeveer vijf keer per week een cultfilm gedraaid werd.
Eind jaren 1990 werd het gebouw, dat niet meer aan de eisen van brandweer en politie voldeed, geheel gerenoveerd. Dit project werd in 1999 afgerond. Omdat de kantoren moesten verhuizen naar de eerste verdieping, om beneden een loungeruimte te creëren, werden de cursusruimten en de filmzaal opgeheven. Deze activiteiten, veelal georganiseerd in samenwerking met de Leidse Vereniging van Popmuzikanten (LVP) werden uit het gebouw verstoten en ondergebracht in het eveneens gerenoveerde Muziekhuis (M123), aan de Middelste Gracht.
Sinds de jaren 90 werd al gesproken over verhuizen van het LVC van de huidige locatie midden in het centrum van Leiden, naar een ander pand. Het idee was Leiden op de kaart te zetten met een groot poppodium. Uiteindelijk werd besloten de club te verhuizen naar het Nobelcomplex dat zich bevindt tussen de Lammermarkt, Oude Singel en Marksteeg, in een pand waar voorheen Nuon gehuisvest was. Hier zou het LVC samen met de LVP, het Muziekhuis en Cultureel Centrum de X in gehuisvest worden. Op 31 augustus 2013 opende het LVC voor de laatste keer zijn deuren voor een nostalgische open middag, waarop in de voor de gelegenheid heropende filmzaal de documentaire ‘In het Spoor van je Helden, 44 jaar muziekcultuur in het LVC’ gedraaid werd. 's Avonds was er een afscheidsfeest met de bands Peter Pan Speedrock, Def P & The Beatbusters en Birth Of Joy.
Sinds december 2014 worden de activiteiten van het voormalige LVC voortgezet in de Nobel aan de Marktsteeg in Leiden.

## Programmering
Het LVC stond voornamelijk bekend als poppodium voor Nederlandse bands. Daarnaast stond het LVC sinds de heropening in 1999 tot de sluiting in 2013 ook steeds meer bekend om hun danceavonden.
Enkele belangrijke terugkerende avonden waren:
- Electronic Entertainment - Danceavonden halverwege jaren '90 tijdens de opkomst van techno en house.   Een van de hoogtepunten was het tweedaagse Technoville festival in 1997 met optredens van o.a. Quazar, Speedy J, Remy, Michel de Hey e.v.a.
- Lovin L'ectro - Danceavonden gericht op electro, minimal, en aanverwante tech-house
- Decompression - Danceavonden gericht op techno
- Club Maxzi - Danceavonden gericht op minimal techno en techno
- Doorgedraaid - Danceavonden gericht op minimal techno, techno en house
- This is Complexed - Danceavonden gericht op minimal techno en techno
- Future Clubbing - Danceavonden gericht op techno
- Champion Sound - Danceavonden gericht op drum 'n' bass
- Kaputt! - Danceavonden gericht op dubstep
- Donderdub - Danceavonden gericht op dubstep, 1x per maand op donderdag
- Championsound VS. Kaputt! - Danceavonden gericht op drum 'n' bass en dubstep
- Fever - Danceavond gericht op drum 'n' bass
- Club Populair - Danceavonden gericht op dancehall en hiphop
- The Glue Factory - Danceavonden gericht op reggae en dancehall
- Ontzettend Leiden - Jaarlijks tweedaags festival waar bands uit Leiden en omstreken zich kunnen presenteren.
- Bunk - Danceavonden gericht op diverse vormen van Bass music
- MyHouse - Danceavonden gericht op house, techno, italo, funk

## Ruimtes
Het LVC was gevestigd in een oud Herenhuis. Het gebouw had verschillende ruimtes.
- Garderobe - de ruime en bemande garderobe was direct rechts naast de ingang geplaatst, hier is tevens een muntenuitgifteloket.
- Loungeruimte - direct na de ingang links was een loungeruimte gecreëerd met blokken, tafels en loungebanken, waar je rustig buiten de concertzaal kunt zitten. Door de ramen kijk je uit op de Breestraat. Tevens mag er in deze ruimte gerookt worden.
- Bar - de bar zat direct aan de halkant van de concertzaal, bij de bar zijn vaste statafels geplaatst, de bar is door plaatsing van roosters en het lagere plafond enigszins afgesloten van de dansvloer.
- Concertzaal - de concertzaal van het LVC was langwerpig van vorm en liep door de plaatsing van de toiletten, bij de bar smal af. De dansvloer was vierkant en de zaal had een hoog, breed podium. Het dj-hok, voorheen gevestigd op een brug achter in de zaal, was aangebracht in de hoek naast de dansvloer, maar vaak staat de set op het podium. De capaciteit van de concertzaal lag op 750 bezoekers.
- Zoldercafé - op de tweede etage, boven de kantoren, was een zoldercafé gevestigd. In dit café werden diverse Belgische bieren geschonken. Tevens deed deze ruimte dienst als naprogramma van de concerten in de grote zaal, zodat er in de concertzaal gestart kon worden met de opbouw van het tweede deel van de avond. In het zoldercafé werden veelal kleinere, lokale bands geboekt.